# 大洋化学工業
大洋化学工業（たいようかがくこうぎょう）は、富山県小矢部市に本社を置く肥料の製造・販売を行う企業である。

## 事業内容
- 肥料・土壌改良材・他農業資材の製造・開発・販売・農業・肥料のコンサルティング

## 事業所
- 本社（小矢部市）

## 沿革
- 1959年、大洋化学工業として創業。